# Google Cloud Platform
Die Google Cloud Platform (GCP), die von Google angeboten wird, ist eine Reihe von Cloud-Computing-Diensten, die auf der gleichen Infrastruktur laufen, die auch Google selbst intern für seine Endbenutzerprodukte wie Google Search und YouTube nutzt. Neben einigen Management-Tools bietet sie auch eine Reihe von modularen Cloud-Diensten wie Computing, Datenspeicherung, Datenanalyse und Maschinelles Lernen. Die Registrierung erfordert eine Kreditkarte oder eine Bankverbindung.
Die Google Cloud Platform bietet Infrastructure as a Service (IaaS), Platform as a Service (PaaS) und serverlose Computerumgebungen.
Im April 2008 kündigte Google App Engine an, eine Plattform für die Entwicklung und das Hosting von Webanwendungen in von Google verwalteten Rechenzentren, die der erste Cloud-Computing-Service des Unternehmens war. Der Dienst wurde im November 2011 allgemein verfügbar. Seit der Ankündigung der App Engine hat Google der Plattform mehrere Cloud-Services hinzugefügt.
Die Google Cloud Platform ist ein Teil der Google Cloud, welche die Public-Cloud-Infrastruktur der Google Cloud Platform sowie Google Workspace, die Unternehmensversionen von Android und ChromeOS, den Programmierschnittstellen für Maschinelles Lernen und die Enterprise Mapping Services umfasst.
2019 erzielte Google mit dem Dienst einen Jahresumsatz von rund neun Milliarden Dollar.
Die kommerziellen Nutzer mit dem größten Speicherbedarf sind:
- Apple: 8 Exabyte
- TikTok: 470 Petabyte
- Spotify: 460 Petabyte
- X: 315 Petabyte
- Snapchat: 275 Petabyte